# Maison paroissiale de Topčider
La maison paroissiale de Topčider (en serbe cyrillique : Црквени конак у Топчидеру ; en serbe latin : Crkveni konak u Topčideru) est située à Belgrade, la capitale de la Serbie, dans la municipalité urbaine de Savski venac et dans le quartier de Topcider. Construite de 1830 à 1832, elle est inscrite sur la liste des monuments culturels protégés de la République de Serbie et sur la liste des biens culturels de la Ville de Belgrade.

## Architecture
La maison paroissiale de Topčider a été construite de 1830 à 1832, dans l'esprit d'une maison traditionnelle profane de la Šumadija (Choumadie), avec un sous-sol et un rez-de-chaussée. Le sous-sol est construit en pierres, tandis que la façade est dotée d'un escalier en bois et d'un porche surmonté d'une galerie ; le toit est recouvert de tuiles.

## Historique
La maison a accueilli Melentije Pavlović (1831-1833) ainsi que Petar Jovanović (1833-1859). En juillet 1835, cette demeure a abrité le premier Concile de l'église orthodoxe serbe de la principauté de Serbie où fut définie la première constitution de l'Église orthodoxe, adoptée par l'Assemblée de Kragujevac, le 31 janvier 1936. Depuis la fin du XIXe siècle, la maison paroissiale accueille de nombreux prêtres de la Topčiderska crkva.